# Kłodawa
Kłodawa je polské město ve okrese Koło v Velkopolském vojvodství. Je centrem městsko-vesnické gminy Kłodawa.
V roce 2011 zde žilo 6 784 obyvatel.